# Ciclism la Jocurile Olimpice de vară din 2024 - Urmărire masculin pe echipe
Cursa ciclistă de urmărire masculin pe echipe de la Jocurile Olimpice de vară din 2024 a avut loc în perioada 5-7 august 2024 pe Vélodrome de Saint-Quentin-en-Yvelines, Paris.

## Program
Orele sunt ora Franței (UTC+1) 
| Data                    | Timp  | Etapă      |
| ----------------------- | ----- | ---------- |
| Luni, 5 august 2024     | 17:00 | Calificări |
| Marți, 6 august 2024    | 17:30 | Primul tur |
| Miercuri, 7 august 2024 | 17:30 | Finala     |

## Rezultate

### Calificări
| Loc | Țară Cicliști                                                                       | Rezultat | Note |
| --- | ----------------------------------------------------------------------------------- | -------- | ---- |
| 1   | Australia · Oliver Bleddyn · Sam Welsford · Conor Leahy · Kelland O'Brien           | 3:42,958 | C    |
| 2   | Marea Britanie · Ethan Hayter · Oliver Wood · Daniel Bigham · Ethan Vernon          | 3:43,241 | C    |
| 3   | Danemarca · Tobias Hansen · Niklas Larsen · Carl-Frederik Bévort · Rasmus Pedersen  | 3:43,690 | C    |
| 4   | Italia · Simone Consonni · Filippo Ganna · Francesco Lamon · Jonathan Milan         | 3:44,351 | C    |
| 5   | Franța · Thomas Boudat · Benjamin Thomas · Thomas Denis · Valentin Tabellion        | 3:45,514 | c    |
| 6   | Noua Zeelandă · Aaron Gate · Keegan Hornblow · Tom Sexton · Campbell Stewart        | 3:45,616 | c    |
| 7   | Belgia · Lindsay De Vylder · Fabio Van den Bossche · Tuur Dens · Noah Vandenbranden | 3:47,232 | c    |
| 8   | Canada · Dylan Bibic · Mathias Guillemette · Michael Foley · Carson Mattern         | 3:48,964 | c    |
| 9   | Germania · Roger Kluge · Tim Torn Teutenberg · Tobias Buck-Gramcko · Theo Reinhardt | 3:50,083 |      |
| 10  | Japonia · Shunsuke Imamura · Kazushige Kuboki · Eiya Hashimoto · Shinji Nakano      | 3:53,489 |      |

### Primul tur
| Loc | Serie | Țară Cicliști                                                                       | Rezultat | Note   |
| --- | ----- | ----------------------------------------------------------------------------------- | -------- | ------ |
| 1   | 1     | Noua Zeelandă · Aaron Gate · Keegan Hornblow · Tom Sexton · Campbell Stewart        | 3:43,776 |        |
| 1   | 2     | Belgia · Lindsay De Vylder · Fabio Van den Bossche · Tuur Dens · Noah Vandenbranden | 3:45,685 |        |
| 2   | 1     | Franța · Thomas Boudat · Benjamin Thomas · Thomas Denis · Valentin Tabellion        | 3:45,531 |        |
| 2   | 2     | Canada · Dylan Bibic · Mathias Guillemette · Michael Foley · Carson Mattern         | 3:49,245 |        |
| 3   | 1     | Marea Britanie · Ethan Hayter · Oliver Wood · Charlie Tanfield · Ethan Vernon       | 3:42,151 | CA     |
| 3   | 2     | Danemarca · Tobias Hansen · Niklas Larsen · Carl-Frederik Bévort · Rasmus Pedersen  | 3:42,803 | CB     |
| 4   | 1     | Australia · Oliver Bleddyn · Sam Welsford · Conor Leahy · Kelland O'Brien           | 3:40,730 | CA, RM |
| 4   | 2     | Italia · Simone Consonni · Filippo Ganna · Francesco Lamon · Jonathan Milan         | 3:43,205 | CB     |

### Finale
| Loc                            | Țară Cicliști                                                                       | Rezultat | Note |
| ------------------------------ | ----------------------------------------------------------------------------------- | -------- | ---- |
| Finala pentru medalia de aur   |                                                                                     |          |      |
| 1                              | Australia · Oliver Bleddyn · Sam Welsford · Conor Leahy · Kelland O'Brien           | 3:42,067 |      |
| 2                              | Marea Britanie · Ethan Hayter · Daniel Bigham · Charlie Tanfield · Ethan Vernon     | 3:44,394 |      |
| Finala pentru medalia de bronz |                                                                                     |          |      |
| 3                              | Italia · Simone Consonni · Filippo Ganna · Francesco Lamon · Jonathan Milan         | 3:44,197 |      |
| 4                              | Danemarca · Tobias Hansen · Niklas Larsen · Carl-Frederik Bévort · Rasmus Pedersen  | 3:46,138 |      |
| Finala pentru locul 5          |                                                                                     |          |      |
| 5                              | Noua Zeelandă · Aaron Gate · Keegan Hornblow · Tom Sexton · Campbell Stewart        | 3:44,741 |      |
| 6                              | Franța · Thomas Boudat · Benjamin Thomas · Thomas Denis · Valentin Tabellion        | 3:47,697 |      |
| Finala pentru locul 7          |                                                                                     |          |      |
| 7                              | Canada · Dylan Bibic · Mathias Guillemette · Michael Foley · Carson Mattern         | 3:54,517 |      |
|                                | Belgia · Lindsay De Vylder · Fabio Van den Bossche · Tuur Dens · Noah Vandenbranden | DNF      |      |